# Zoja Boelgakova
Zoja Fjodorovna Boelgakova (Russisch: Зоя Фёдоровна Булгакова) (Novosibirsk, 24 december 1914 - aldaar, 3 februari 2017) was een Russische actrice ten tijde van de Sovjet-Unie. Op het moment van haar overlijden was ze de oudste actrice in Rusland.

## Levensloop
Zoja Boelgakova werd eind 1914 in een groot gezin in Novonikolajevsk geboren. Haar vader was een taxichauffeur. Ze begon in 1930 met acteren in het Jeugdtheater van Novosibirsk en studeerde in 1932 af. Ze speelde 30 jaar in het theater en acteerde meer dan 70 verschillende rollen. Vanaf 1937 tot 1955 speelde ze de rol van Roodkapje. Daarna speelde ze drie jaar lang Gerda in De sneeuwkoningin. Haar rollen waren vooral personages in kindersprookjes, zoals: De gelaarsde kat, Sneeuwwitje, Assepoester en de De blauwe vogel.
In 1940 en 1946 trad ze op in de voorstellingen van het kindertheater in Moskou. In 1942 werd ze lid van de Communistische Partij van de Sovjet-Unie. Haar naam werd opgenomen in het Gouden Boek van Cultuur van Novosibirsk voor het winnen van de regionale onderscheiding Eer en waardigheid (2001).
Ter ere van haar honderdste verjaardag werd een recital gehouden in het theater. Ze stierf op 3 februari 2017 op 102-jarige leeftijd.
- Gemeinsame Normdatei: 1242217282
- International Standard Name Identifier: 0000 0000 3379 4346
- Library of Congress Control Number: n2001029520
- Virtual International Authority File: 53492951
- WorldCat: E39PBJv4k4Bgtgjkwgby9mhCQq